# Emilian Stanew
Emilian Stanew (ur. 28 lutego 1907 w Tyrnowie, zm. 15 marca 1979 w Sofii) – pisarz bułgarski.
Studiował malarstwo oraz handel i finanse na Uniwersytecie Gospodarki Narodowej i Światowej w Sofii. Zadebiutował w 1933 roku na łamach czasopisma "Literaturen głas". W 1938 roku wydał zbiór opowiadań Primamliwi blasyci (Kuszące blaski), w którym światu mieszczańskiemu przeciwstawił poetyckie piękno przyrody. W większości swoich opowiadań, z dużym talentem, ukazywał dziki, ale i piękny świat przyrody, w którym toczy się ustawiczna walka o byt, znaczona narodzinami i śmiercią. Taka jest tematyka opowiadań: Posledna borba (Ostatnia walka, 1942,), Wyłczi noszti (Wilcze noce, 1943), W ticha weczer (W cichy wieczór, 1947), Sled łowa (Po polowaniu, 1954). Pisze też opowiadania o tematyce miejskiej: Dełnici i prazdnici (Dni powszednie i świąteczne, 1945). Jego teksty zalicza się do realistycznej prozy psychologicznej, bez eksperymentów formalnych.
Twórczość powieściową Stanewa reprezentują:
- pięciotomowa epopeja Iwan Kondarew (Wojna z aniołem, 1958-1966) – odnosząca się do antyfaszystowskiego powstania wrześniowego w 1923 roku
- Legenda za Sibin presławskija knjaz (Legenda o księciu presławskim Sybinie, 1968) i jej kontynuacja Tichik i Nazariusz – historyczno-filozoficzna powieść nawiązująca do wydarzeń z XIII wieku
- Antichrist (Antychryst, 1970) – powieść historyczna rozgrywająca się w ostatnich latach istnienia drugiego państwa bułgarskiego[2].
- Tyrnowskata carica (Tyrnowska królowa, 1974) – powieść współczesna